# ㄹ
ㄹ (reviderad romanisering: rieul, hangul: 리을) är den fjärde bokstaven i det koreanska alfabetet. Den är en av fjorton grundkonsonanter.